# 羅傑·澤拉茲尼
羅傑·澤拉茲尼（Roger Zelazny，1937年5月13日—1995年7月14日），美國著名科幻與奇幻小說作家。為科幻新浪潮初期代表作家。
羅傑·澤拉茲尼最出名的是編年史《安珀系列》（The Chronicles of Amber）。另外有名著《光明王》與 《光與暗的生靈》他一生共贏得了三次星雲獎和六次雨果獎（14次提名）。